# Набор пациентов в клинические исследования
Набор (рекрутинг, привлечение) пациентов — это процесс поиска и набора подходящих участников для клинических исследований. Это важнейший аспект проведения медицинских исследований и разработки лекарств, поскольку он влияет на достоверность, надежность и обобщаемость результатов. Набор пациентов также может быть сложной, трудоемкой и дорогостоящей задачей, связанной с различными этическими, нормативными и логистическими проблемами.
На набор пациентов влияют многие факторы, такие как дизайн и сложность исследования, численность и доступность целевой группы населения, осведомленность и мотивация потенциальных участников, а также конкуренция и сотрудничество между различными заинтересованными сторонами. Поставщики услуг по набору пациентов предлагают решения для преодоления обозначенных проблем, такие как просвещение общественности, работа с пациентами, поддержка на местах и анализ данных. Целью этих услуг является увеличение числа, снижение количества выбывших, а также улучшение репрезентативности выборки участников исследования.

## Набор пациентов в США
Процесс набора пациентов в США включает различные услуги, обычно предоставляемые компаниями, специализирующимися на рекрутинге пациентов. В настоящее время общий объем индустрии набора пациентов оценивается в 19 миллиардов долларов в год .
Набор пациентов является наиболее трудоемким аспектом процесса клинического исследования. Длительность рекрутинга может занимать до 30 % времени и является основной причиной нарушения сроков проведения клинических исследований . Улучшение показателей эффективности набора пациентов — одна из наиболее вероятных возможностей ускорить темпы клинических испытаний, что может позволить фармацевтическим и медицинским компаниям сократить время выхода препарата на рынок. По мере того как число пациентов, необходимых для клинических исследований, растет (поскольку вопросы безопасности и регуляторики стимулируют тенденцию к более масштабным и продолжительным исследованиям), растет спрос на услуги по набору пациентов.
Клинические испытания проводятся для сбора данных о безопасности и эффективности при разработке новых лекарств и медицинских изделий. Они проводятся в несколько этапов, каждый из которых предназначен для достижения определенной цели.
- Фаза I. Исследователи впервые тестируют новый препарат или метод лечения на небольшой группе людей (20–80 человек), чтобы оценить его безопасность, определить безопасный диапазон дозировок и выявить побочные эффекты.
- Фаза II. Исследуемый препарат или лечение тестируется на большей группе людей (100–300 человек), чтобы проверить его эффективность и дополнительно оценить безопасность.
- Фаза III. Исследуемый препарат или метод лечения предоставляется большим группам людей (1000–3000 человек) для подтверждения эффективности, мониторинга побочных эффектов, сравнения с обычно используемыми методами лечения и сбора информации, которая позволит безопасно использовать препарат или лечение.
- Фаза IV. Постмаркетинговые исследования дают дополнительную информацию, такую как риски, преимущества и оптимальное использование препарата.

В США фармацевтические компании передают данные испытаний в Управление по контролю качества пищевых продуктов и лекарственных средств (Food and Drug Administration, FDA) в составе заявок на одобрение FDA нового лекарственного средства или получение разрешения на маркетинг препарата в США.
Поставщики услуг по набору пациентов информируют общественность о значимости участия в клинических исследованиях и существующих мерах защиты участников исследования. В исследовании Will & Why Survey  2001 года было опрошено более 5000 человек в США и было установлено, что 81 % населения не знал о таких документах, как Хельсинкская декларация, Бельмонтский доклад, институциональные наблюдательные советы и информированное согласие. Однако, узнав об этих предоставляющих гарантии документах, почти 40 % респондентов сообщило, что с большей вероятностью примут участие в клинических испытаниях.

## Набор пациентов в Европе
В Европе набор пациентов является основной причиной увеличения сроков проведения клинических исследований. Рекрутингу пациентов в клинических исследованиях в Европе препятствуют многие факторы, включая недостаточную осведомленность и недоверие населения, строгость критериев отбора, практические и этические затруднения, а также нормативные и организационные проблемы. Участники и заинтересованные стороны в области клинических исследований, такие как фармацевтические компании и группы по защите интересов пациентов, предложили и реализовали разнообразные стратегии и инициативы для решения имеющихся проблем и повышения успешности набора пациентов в Европе. Некоторые из них включают повышение осведомленности и доверия населения, упрощение и расширение критериев отбора, устранение этических проблем и затруднений практического осуществления рекрутинга, а также унификацию и оптимизацию нормативных и организационных процессов .

## История рекрутинга
Отрасль рекрутинга сформировалась более трех десятилетий назад в США для решения задачи успешной своевременной регистрации лекарственных средств и медицинских изделий. Она включает технико-экономическое моделирование и анализ, выбор страны, выбор площадки, обучение и поддержку на местах, метрики и оценку, маркетинговые коммуникации, работу со СМИ и связями с общественностью. В последние годы сектор набора пациентов пережил быстрый рост, особенно в ответ на увеличение количества глобальных клинических исследований.
Технологический прогресс серьезно повлиял на развитие рекрутинга. Многие компании разработали собственное программное обеспечение, помогающее сделать процесс более эффективным. Поставщики услуг по рекрутингу все чаще полагаются на интернет не только для рекламы и раннего отбора, но также для таких задач, как отслеживание данных и измерение производительности веб-архитектуры.

## Услуги

### Набор пациентов
Цель набора пациентов — повысить осведомленность о преимуществах участия в клинических исследованиях и стимулировать пациентов на участие. Контракты на оказание услуг по набору пациентов могут быть заключены с фармацевтическими, биотехнологическими компаниями, компаниями по производству медицинских изделий, контрактными научно-исследовательскими организациями (CRO) или медицинскими исследовательскими центрами. Услуги включают следующие пункты.
- Составление технико-экономического обоснования: оценка того, может ли исследование быть проведено в указанной стране и насколько успешным будет набор пациентов.
- Популяционные исследования: выявление мотивационных факторов целевых групп пациентов, обычно осуществляющееся с использованием фокус-групп и иногда включающее лиц, осуществляющих уход за пациентами, а также врачей.
- Выбор места для набора: подбор оптимальных мест для набора пациентов может сыграть роль в вариабельности выборки пациентов. Данные показывают, что привлечение людей, переживших рак молочной железы, с помощью писем или на приеме онколога приводит к однородной выборке пациентов [8].
- Оценка места: изучение операционных, управленческих, технических возможностей и клинического опыта участвующих центров помогает решить, какие меры поддержки понадобятся данным центрам для успешного набора пациентов для исследования, улучшения прогнозирования и возврата инвестиций.
- Материалы для набора пациентов: ориентированная на пациентов коммуникация, предназначенная для привлечения и увеличения числа участников. Может включать брошюры, плакаты, письма и листовки.
- Взаимодействие со средствами массовой информации: независимо от того, адресована ли реклама пациентам и/или лицам, осуществляющим уход за пациентами, она может повысить осведомленность об исследовании и увеличить количество обращений пациентов. Некоторые поставщики услуг по набору пациентов обладают собственными возможностями разработки, производства и редактирования содержимого, в то время как другие полагаются на услуги сторонних организаций. Некоторыми популярными средствами рекламирования участия в клинических исследованиях являются телевидение, радио, газеты, интернет (например, рекламные баннеры и ссылки), наружная реклама (например, автобусные остановки) и социальные сети [9][10] (например, сообщения в твиттере и видео на каналах YouTube).
- Медиаменеджмент: чтобы получить максимальную пользу от использования СМИ, размещение рекламы производится в географических регионах с целевой группой населения с учетом выгодности текущих рыночных предложений.
- Обучение на местах: специально разработанные учебные пособия, которые помогают персоналу учреждения знакомить пациентов с исследованием, его процедурой и заключать информированное согласие.
- Веб-дизайн: на веб-сайте исследования, выступающем в качестве онлайн-ресурса для получения информации об исследовании, а иногда и для предварительного отбора, обычно приводится характеристика исследования, предоставляются источники информации, связанной с заболеванием. Также он позволяет пациентам выразить свою заинтересованность в участии в исследовании.
- Отслеживание направлений для пациентов: если в учреждении не хватает персонала или оно перегружено из-за увеличения числа обращений пациентов, организация по рекрутингу может предложить помощь в администрировании назначения встреч в учреждениях и отслеживании пациентов, у которых могут возникнуть проблемы с проживанием (например, пациент, который недавно сменил место жительства и хочет посещать медицинскую организацию, расположенную рядом).
- Переводы материалов: обеспечение персонала и пациентов переводами материалов на различные языки, соответствующими нормативным и культурным требованиям конкретной страны.
- Работа с населением: для расширения осведомленности об исследовании, информационно-просветительская работа может включать задействование местных мероприятий, посвященных профилактике заболеваний, популяризации здорового образа жизни или налаживание связей между группами по оказанию общественных работ, пациентами групп взаимопомощи и другими местными организациями и учреждениями.
- Работа с врачами: когда набор участников исследования во многом зависит от рекомендаций врачей, могут проводиться форумы, на которых врачей, специалистов и поставщиков медицинских услуг знакомят с презентацией исследования и информацией о том, как их пациенты могут принять в нем участие. Работа с врачами также может включать адресную почтовую рассылку программы, в которой врачам направляются сведения об исследовании с целью увеличения количества привлеченных пациентов.
- Поддержка на местах: включает меры от решения проблем, возникающих на этапе до участия в исследовании, до индивидуальной поддержки (например, обработка направлений, обновление статуса субъекта и разъяснение протокола). Поддержка на месте гарантирует немедленное решение проблем, возникающих при проведении исследований.
- Мониторинг и отчетность: для оценки влияния предпринимаемых мер по набору пациентов на их результативность проводится постоянный мониторинг. Оценка показателей исследования позволяет спонсору по мере необходимости корректировать усилия по набору пациентов, чтобы обеспечить максимальную выгоду от инвестиций.

### Удерживание пациентов
Если исследование длительное, глобальное или требующее инвазивных процедур, то увеличивается потребность в услугах по удерживанию пациентов в процессе его проведения. К числу разнообразных специализированных услуг для удерживания пациентов относятся следующие .
- Напоминания о визитах: чтобы предотвратить пропуск приема, напоминания о визитах обеспечивают соблюдение правил и сохраняют актуальность исследования. Напоминания могут быть в виде почтовых открыток, электронных писем, текстовых сообщений или телефонных звонков.
- Средства для поддержки пациентов: при проведении длительных исследований или при наличии большого количества инвазивных процедур пациенту вручаются памятные вещи, которые отражают благодарность за участие в исследовании и способствуют его продолжению (например, если в ходе исследования неоднократно требуется проводить инфузии, пациенту могут быть подарены подушка или плед, чтобы предотвратить дискомфорт во время процедуры).
- Поддержка лиц, осуществляющих уход за пациентом: в некоторых исследованиях важную роль играют лица, которые осуществляют уход за пациентом, как, например, во многих исследованиях болезни Альцгеймера. Учет потребностей лица, обеспечивающего уход за пациентом, способствует удерживанию пациентов в исследовании (например, обеспечение учебными пособиями, продуктовыми талонами для компенсации посещений в обеденный перерыв, ресурсами, помогающими справиться с трудностями, или осуществление визитов медсестры на дом).

### Организации — поставщики услуг
Существует несколько типов поставщиков услуг, предлагающих услуги по набору пациентов, в том числе:
- агентства по привлечению пациентов, специализирующиеся на поиске и привлечении потенциальных участников для клинических исследований. Они используют различные приемы, такие как реклама в социальных сетях, целевые кампании по электронной почте и рекомендации врачей для привлечения потенциальных пациентов;
- организации, управляющие площадками (Site Management Organization, SMO) — это компании, которые предоставляют услуги по клиническим исследованиям, включая набор пациентов, имеющие представительства в различных терапевтических организациях, что позволяет им быстро находить потенциальных участников и привлекать их к участию в исследованиях;
- контрактные исследовательские организации (Contract Research Organizations, CRO) также предлагают спонсорам клинических исследований широкий спектр услуг, включая набор пациентов; как правило, CRO обладают информацией о местах для проведения клинических исследований и могут помочь спонсорам найти потенциальных пациентов и привлечь их к участию;
- поставщики технологий предлагают технологические решения, помогающие спонсорам управлять набором пациентов. Они могут предоставлять такие услуги, как алгоритмы для подбора пациентов, платформы для привлечения пациентов [12], инструменты анализа данных, чтобы помочь спонсорам оптимизировать процесс набора;
- группы по защите интересов пациентов могут сотрудничать со спонсорами клинических исследований, чтобы помочь найти и набрать пациентов для участия в этих исследованиях; эти группы могут предоставить ценные сведения о потребностях и предпочтениях пациентов, а также помочь спонсорам разработать материалы для набора персонала.

### Текущая ситуация
Согласно рекомендациям E6 GCP, исследователь должен располагать достаточными ресурсами, чтобы продемонстрировать возможность набора необходимого количества подходящих субъектов в течение согласованного периода набора (например, на основе ретроспективных данных).
Существует множество методов набора, включая средства массовой информации (например, телевидение, радио и газеты), направления к врачам, пресс-релизы, листовки, случайные рассылки, так называемые холодные звонки и интернет. Эти методы должны быть выбраны до начала исследования. Также нельзя игнорировать такие факторы, как размер выборки, соответствие стратегии дизайну исследования и бюджетные ограничения .

## Этика
При наборе пациентов важно отсутствие предвзятости, чтобы исследование было этичным. Формирование доверительных отношений между пациентом и лечащим врачом может увеличить количество пациентов при наборе: пациенты склонны доверять своему врачу и охотнее соглашаются на исследование, которое он рекомендует. Однако использование доверительных отношений не считается этичным из-за возможного конфликта интересов . Также неэтично, когда врач оказывает давление на пациента, чтобы тот стал участником клинического исследования .
Когда субъект исследования не может понять разницу между исследованием и обычным лечением, это называется терапевтическим заблуждением . Терапевтическое заблуждение также возникает, если пациент переоценивает пользу от исследования или недооценивает риски из-за непонимания процесса . Это заставляет задуматься о достоверности информированного согласия, поскольку терапевтическое заблуждение препятствует принятию взвешенных решений .
По статистике, уязвимые группы населения, включая женщин и этнические меньшинства, не так часто привлекаются к участию в клинических исследованиях . Пациенты, принадлежащие к группам этнических меньшинств, часто отказываются от участия, опасаясь дискриминации, особенно если в истории есть прецеденты неэтичных исследований с участием их группы.
Недопонимание может возникнуть и из-за языкового барьера, поэтому общение между двумя сторонами должно быть понятным .

### Набор детей
При наборе детей для участия в клинических исследованиях необходимо учитывать этические аспекты. Поскольку дети считаются юридически недееспособными и не могут дать достоверного информированного согласия, для их набора в клинические исследования требуется информированное согласие одного из законных представителей . В некоторых случаях родители не понимают, что такое рандомизация, не знают, что в любой момент могут исключить своего ребенка из исследования, а также отказаться от участия, или хотят, чтобы решение об участии принимал врач . Такие ситуации заставляют усомниться, что согласие родителей было действительно осознанным. Для детей старше 7 лет помимо согласия родителей требуется, чтобы ребенок сам дал согласие на участие в исследовании . При обсуждении процесса исследования с ребенком все аспекты исследования должны быть доведены до его сведения в понятной для него форме . Любое письменное согласие должно быть написано на уровне понимания, соответствующем возрасту .

## Глобализация
По мере распространения клинических исследований в развивающихся странах возникают этические проблемы, связанные с проведением  процесса получения  информированного согласия . При работе с уязвимыми группами населения исследователи должны быть уверены, что они четко объясняют суть исследования для получения  информированного согласия. В некоторых странах существует требование получать согласие от детей до их участия в исследовании, но это не всегда уместно, например если дети в этих странах не обладают самостоятельностью. Существуют этические опасения по поводу субординации между пациентами и их врачами и того, как это может повлиять на принятие решений. Преимуществом глобализации клинических испытаний является то, что в некоторых странах процесс набора может становиться быстрее, что делает исследования более своевременными. Из-за культурных различий процесс набора в одной стране может быть неприменим в другой. Такие особенности должны учитываться для внесения соответствующих изменений .